# Campeonato Europeu de Atletismo em Pista Coberta de 1998
O 25º Campeonato Europeu de Atletismo em Pista Coberta foi realizado no Palácio-Velódromo Luis Puig, em Valência, Espanha, entre os dias [27 de fevereiro]] e 1 de março de 1998. 39 nações participaram do torneio com 484 atletas em 26 modalidades

## Medalhistas
Masculino 
| Evento               | Ouro                                  | Prata                                        | Bronze                                   |
| 60 m                 | Ángelos Pavlakákis (GRE) · 6 s 55     | Jason Gardener (GBR) · 6 s 59                | Stéphane Cali (FRA) · 6 s 60             |
| 200 m                | Sergey Osovich (UKR) · 20 s 40        | Ánninos Markoullídis (CYP) · 20 s 65         | Allyn Condon (GBR) · 20 s 68             |
| 400 m                | Ruslan Mashchenko (RUS) · 45 s 90     | Ashraf Saber (ITA) · 45 s 99                 | Robert Maćkowiak (POL) · 46 s 00         |
| 800 m                | Nils Schumann (GER) · 1 min 47 s 02   | Marko Koers (NED) · 1 min 47 s 20            | Vebjørn Rodal (NOR) · 1 min 47 s 40      |
| 1500 m               | Rui Silva (POR) · 3 min 44 s 57       | Abdel-Kader Chékhémani (FRA) · 3 min 44 s 89 | Andrey Zadorozhniy (RUS) · 3 min 44 s 93 |
| 3000 m               | John Mayock (GBR) · 7 min 55 s 09     | Manuel Pancorbo (ESP) · 7 min 55 s 23        | Alberto García (ESP) · 7 min 55 s 24     |
| 60 m com barreiras   | Igors Kazanovs (LAT) · 7 s 54         | Tomasz Ścigaczewski (POL) · 7 s 56           | Mike Fenner (GER) · 7 s 58               |
| salto em altura      | Artur Partyka (POL) · 2,31 m          | Vyacheslav Voronin (RUS) · 2,31 m            | Tomáš Janků (CZE) · 2,29 m               |
| salto com vara       | Tim Lobinger (GER) · 5,80 m           | Michael Stolle (GER) · 5,80 m                | Danny Ecker (GER) · 5,75 m               |
| salto em comprimento | Oleksiy Lukashevych (UKR) · 8,06 m    | Carlos Calado (POR) · 8,05 m                 | Emmanuel Bangué (FRA) · 8,05 m           |
| salto triplo         | Jonathan Edwards (GBR) · 17,43 m      | Charles Friedek (GER) · 17,15 m              | Serge Hélan (FRA) · 17,02 m              |
| arremesso do peso    | Oliver-Sven Buder (GER) · 21,47 m     | Mika Halvari (FIN) · 20,59 m                 | Arsi Harju (FIN) · 20,53 m               |
| heptatlo             | Sebastian Chmara (POL) · 6 415 pontos | Dezső Szabó (HUN) · 6 249 pontos             | Lev Lobodin (RUS) · 6 226 pontos         |

Feminino 
| Evento               | Ouro                                    | Prata                                  | Bronze                                |
| 60 m                 | Melanie Paschke (GER) · 7 s 14          | Frédérique Bangué (FRA) · 7 s 18       | Odiah Sidibé (FRA) · 7 s 22           |
| 200 m                | Svetlana Goncharenko (RUS) · 22 s 46    | Melanie Paschke (GER) · 22 s 50        | Ekateríni Kóffa (GRE) · 22 s 86       |
| 400 m                | Grit Breuer (GER) · 50 s 45             | Ionela Târlea (ROM) · 50 s 56          | Helena Fuchsová (CZE) · 51 s 22       |
| 800 m                | Ludmila Formanová (CZE) · 2 min 02 s 30 | Malin Ewerlöf (SWE) · 2 min 03 s 61    | Judit Varga (HUN) · 2 min 03 s 81     |
| 1500 m               | Theresia Kiesl (AUT) · 4 min 13 s 62    | Lidia Chojecka (POL) · 4 min 14 s 93   | Violeta Szekely (ROM) · 4 min 15 s 54 |
| 3000 m               | Gabriela Szabo (ROM) · 8 min 49 s 96    | Fernanda Ribeiro (POR) · 8 min 51 s 42 | Marta Dominguez (ESP) · 8 min 57 s 72 |
| 60 m com barreiras   | Patricia Girard-Léno (FRA) · 7 s 85     | Svetlana Laukhova (RUS) · 8 s 01       | Diane Allahgreen (GBR) · 8 s 02       |
| salto em altura      | Monica Iagăr (ROM) · 1,96 m             | Alina Astafei (GER) · 1,94 m           | Yelena Yelesina (RUS) · 1,94 m        |
| salto com vara       | Anzhela Balakhonova (UKR) · 4,45 m      | Daniela Bártová (CZE) · 4,40 m         | Vala Flosadóttir (ISL) · 4,40 m       |
| salto em comprimento | Fiona May (ITA) · 6,91 m                | Tatyana Ter-Mesrobyan (RUS) · 6,72 m   | Linda Ferga (FRA) · 6,67 m            |
| salto triplo         | Ashia Hansen (GBR) · 15,16 m            | Šárka Kašpárková (CZE) · 14,76 m       | Ólga Vasdéki (GRE) · 14,29 m          |
| arremesso de peso    | Irina Korzhanenko (RUS) · 20,25 m       | Vita Pavlysh (UKR) · 20,00 m           | Corrie de Bruin (NED) · 18,97 m       |
| pentatlo             | Urszula Włodarczyk (POL) · 4 808 pontos | Irina Belova (RUS) · 4 631 pontos      | Karin Specht (GER) · 4 523 pontos     |

## Quadro de medalhas
| Ordem | País          | Medalha de ouro | Medalha de prata | Medalha de bronze | Total |
| ----- | ------------- | --------------- | ---------------- | ----------------- | ----- |
| 1     | Alemanha      | 5               | 4                | 3                 | 11    |
| 2     | Rússia        | 3               | 4                | 4                 | 11    |
| 3     | Polónia       | 3               | 2                | 1                 | 6     |
| 4     | Reino Unido   | 3               | 1                | 2                 | 6     |
| 5     | Ucrânia       | 3               | 1                | 0                 | 4     |
| 6     | Roménia       | 2               | 1                | 1                 | 4     |
| 7     | França        | 1               | 2                | 5                 | 8     |
| 8     | Chéquia       | 1               | 2                | 2                 | 5     |
| 9     | Portugal      | 1               | 2                | 0                 | 3     |
| 10    | Itália        | 1               | 1                | 0                 | 2     |
| 11    | Grécia        | 1               | 0                | 1                 | 2     |
| 12    | Áustria       | 1               | 0                | 0                 | 1     |
| 13    | Letônia       | 1               | 0                | 0                 | 1     |
| 14    | Espanha       | 0               | 1                | 2                 | 3     |
| 15    | Finlândia     | 0               | 1                | 1                 | 2     |
| 15    | Hungria       | 0               | 1                | 1                 | 2     |
| 15    | Países Baixos | 0               | 1                | 1                 | 2     |
| 18    | Chipre        | 0               | 1                | 0                 | 1     |
| 18    | Suécia        | 0               | 1                | 0                 | 1     |
| 20    | Islândia      | 0               | 0                | 1                 | 1     |
| 20    | Noruega       | 0               | 0                | 1                 | 1     |

## Participantes por nacionalidade
- Andorra (2)
- Armênia (1)
- Áustria (9)
- Bielorrússia (5)
- Bélgica (13)
- Bósnia e Herzegovina (1)
- Bulgária (12)
- Croácia (3)
- Chipre (6)
- Chéquia (20)
- Dinamarca (4)
- Estónia (3)
- Finlândia (4)
- França (49)
- Georgia (2)
- Alemanha (33)
- Reino Unido (33)
- Grécia (24)
- Hungria (10)
- Islândia (3)
- Irlanda (10)
- Israel (5)
- Itália (22)
- Letônia (8)
- Lithuania (3)
- Malta (1)
- Países Baixos (20)
- Noruega (6)
- Polónia (17)
- Portugal (10)
- Roménia (17)
- Rússia (33)
- Eslovênia (5)
- Espanha (46)
- Suécia (16)
- Suíça  (7)
- Turquia (6)
- Ucrânia (12)
- Iugoslávia (3)